# 임천 이목치산성
임천 이목치산성은 충청남도 부여군 임천면에 있다. 2009년 12월 24일 부여군의 향토문화유산 제108호로 지정되었다.